# Amanda Woodward
Amanda Woodward é uma banda francesa Screamo de Caen formada em 2001 e está inativa desde 2007.

## Discografia
Álbum:
- La Décadence De La Décadence, (2004, EarthWaterSky Connection)

EPs:
- Amanda Woodward' (2000)
- Ultramort (2002, Chimeres)
- Pleine De Grâce (2008, PurePainSugar)
- Amanda Woodward / 1905 - Amanda Woodward / 1905 (2004, Stonehenge Records)
- Meurt La Soif / Un Peu D'Etoffe (2006, Level Plane Records, Paranoid Records)

Compilações:
- Discography (2004, Yama Dori)
- Amanda Woodward (2005, Paranoid Records, Destructure Records)